# Nuoto ai campionati mondiali di nuoto 2019 - 200 metri dorso femminili
La gara di nuoto dei 200 metri dorso femminili dei campionati mondiali di nuoto 2019 è stata disputata il 26 luglio e il 27 luglio presso il Nambu International Aquatics Centre di Gwangju. Vi hanno preso parte 42 atlete provenienti da 35 nazioni.

## Podio
| Posizione | Atleta         | Nazionalità |
| --------- | -------------- | ----------- |
| Oro       | Regan Smith    | Stati Uniti |
| Argento   | Kaylee McKeown | Australia   |
| Bronzo    | Kylie Masse    | Canada      |

## Programma
| Data           | Ora (UTC+9) | Turno      |
| -------------- | ----------- | ---------- |
| 26 luglio 2019 | 10:23       | Batterie   |
| 26 luglio 2019 | 20:20       | Semifinali |
| 27 luglio 2019 | 20:58       | Finale     |

## Record
Prima della manifestazione il record del mondo e il record dei campionati erano i seguenti.
| Record mondiale       | 2'04"06 | Missy Franklin Stati Uniti | 3 agosto 2012 Londra, Gran Bretagna |
| Record dei campionati | 2'04"76 | Missy Franklin Stati Uniti | 3 agosto 2013 Barcellona, Spagna    |

## Risultati

### Batterie[2]
| Pos. | Batteria | Corsia | Atleta                 | Nazionalità        | Tempo   | Note             |
| ---- | -------- | ------ | ---------------------- | ------------------ | ------- | ---------------- |
| 1    | 3        | 5      | Regan Smith            | Stati Uniti        | 2'06"01 | Q                |
| 2    | 4        | 3      | Katinka Hosszú         | Ungheria           | 2'08"34 | Q                |
| 3    | 5        | 4      | Margherita Panziera    | Italia             | 2'08"51 | Q                |
| 4    | 5        | 5      | Kaylee McKeown         | Australia          | 2'09"17 | Q                |
| 5    | 4        | 4      | Kylie Masse            | Canada             | 2'09"18 | Q                |
| 6    | 5        | 3      | Minna Atherton         | Australia          | 2'09"32 | Q                |
| 7    | 5        | 6      | Katalin Burián         | Ungheria           | 2'09"70 | Q                |
| 8    | 5        | 1      | Ali Galyer             | Nuova Zelanda      | 2'09"98 | Q                |
| 9    | 3        | 4      | Kathleen Baker         | Stati Uniti        | 2'10"08 | Q                |
| 10   | 4        | 1      | Tatiana Salcuțan       | Moldavia           | 2'10"29 | Q                |
| 11   | 4        | 2      | Anastasia Avdeeva      | Russia             | 2'10"34 | Q                |
| 12   | 4        | 6      | Natsumi Sakai          | Giappone           | 2'10"40 | Q                |
| 13   | 5        | 7      | África Zamorano        | Spagna             | 2'10"50 | Q                |
| 14   | 4        | 5      | Taylor Ruck            | Canada             | 2'10"67 | Q                |
| 15   | 3        | 6      | Liu Yaxin              | Cina               | 2'10"72 | Q                |
| 16   | 3        | 7      | Jessica Fullalove      | Gran Bretagna      | 2'10"08 | Q                |
| 17   | 3        | 1      | Lena Grabowski         | Austria            | 2'11"16 |                  |
| 17   | 4        | 0      | Gabriela Georgieva     | Bulgaria           | 2'11"16 |                  |
| 19   | 3        | 8      | Simona Kubová          | Rep. Ceca          | 2'11"29 |                  |
| 20   | 3        | 2      | Im Da-sol              | Corea del Sud      | 2'11"33 |                  |
| 21   | 4        | 8      | Zuzanna Herasimowicz   | Polonia            | 2'11"57 |                  |
| 22   | 4        | 7      | Peng Xuwei             | Cina               | 2'12"41 |                  |
| 23   | 3        | 3      | Daria Ustinova         | Russia             | 2'12"64 |                  |
| 24   | 5        | 9      | Ingeborg Løyning       | Norvegia           | 2'13"25 | Record nazionale |
| 25   | 2        | 5      | Maria Ugolkova         | Svizzera           | 2'13"26 | Record nazionale |
| 26   | 5        | 8      | Nathania van Niekerk   | Sudafrica          | 2'13"37 |                  |
| 27   | 2        | 6      | Kristina Steina        | Lettonia           | 2'14"00 | Record nazionale |
| 28   | 5        | 0      | Ekaterina Avramova     | Turchia            | 2'14"15 |                  |
| 29   | 4        | 9      | Ugnė Mažutaitytė       | Lituania           | 2'14"46 |                  |
| 30   | 2        | 2      | Felicity Passon        | Seychelles         | 2'14"60 |                  |
| 31   | 5        | 2      | Rio Shirai             | Giappone           | 2'14"98 |                  |
| 32   | 3        | 0      | Aleksa Gold            | Estonia            | 2'15"24 |                  |
| 33   | 3        | 9      | Ana Herceg             | Croazia            | 2'16"29 |                  |
| 34   | 2        | 3      | Signhild Joensen       | Fær Øer            | 2'17"30 |                  |
| 35   | 2        | 4      | Toto Wong              | Hong Kong          | 2'17"57 |                  |
| 36   | 2        | 7      | Elizaveta Rogozhnikova | Kirghizistan       | 2'20"55 |                  |
| 37   | 1        | 4      | Mia Krstevska          | Macedonia del Nord | 2'23"13 |                  |
| 38   | 2        | 8      | Danielle Titus         | Barbados           | 2'25"13 |                  |
| 39   | 2        | 0      | Eda Zeqiri             | Kosovo             | 2'27"11 |                  |
| 40   | 1        | 5      | Claudia Verdino        | Monaco             | 2'27"35 |                  |
| 41   | 2        | 1      | Camille Koenig         | Mauritius          | 2'28"32 |                  |
| 42   | 1        | 3      | Idealy Tendrinavalona  | Madagascar         | 2'29"80 |                  |

### Semifinali[3]
| Pos. | Semifinale | Corsia | Atleta              | Nazionalità   | Tempo   | Note |
| ---- | ---------- | ------ | ------------------- | ------------- | ------- | ---- |
| 1    | 2          | 4      | Regan Smith         | Stati Uniti   | 2'03"35 | Q    |
| 2    | 2          | 3      | Kylie Masse         | Canada        | 2'06"57 | Q    |
| 3    | 2          | 5      | Margherita Panziera | Italia        | 2'06"62 | Q    |
| 4    | 1          | 3      | Minna Atherton      | Australia     | 2'07"38 | Q    |
| 5    | 1          | 4      | Katinka Hosszú      | Ungheria      | 2'07"48 | Q    |
| 6    | 1          | 5      | Kaylee McKeown      | Australia     | 2'08"19 | Q    |
| 7    | 1          | 1      | Taylor Ruck         | Canada        | 2'08"42 | Q    |
| 8    | 2          | 6      | Katalin Burián      | Ungheria      | 2'09"40 | Q    |
| 9    | 2          | 2      | Kathleen Baker      | Stati Uniti   | 2'09"68 |      |
| 10   | 2          | 7      | Anastasia Avdeeva   | Russia        | 2'09"78 |      |
| 11   | 1          | 7      | Natsumi Sakai       | Giappone      | 2'10"11 |      |
| 12   | 1          | 6      | Ali Galyer          | Nuova Zelanda | 2'10"19 |      |
| 13   | 2          | 1      | África Zamorano     | Spagna        | 2'10"54 |      |
| 14   | 1          | 2      | Tatiana Salcuțan    | Moldavia      | 2'10"82 |      |
| 15   | 1          | 8      | Jessica Fullalove   | Gran Bretagna | 2'11"12 |      |
| 16   | 2          | 8      | Liu Yaxin           | Cina          | 2'12"93 |      |

### Finale[4]
| Pos. | Corsia | Atleta              | Nazionalità | Tempo   | Note |
| ---- | ------ | ------------------- | ----------- | ------- | ---- |
|      | 4      | Regan Smith         | Stati Uniti | 2'03"69 |      |
|      | 5      | Kaylee McKeown      | Australia   | 2'06"26 |      |
|      | 7      | Kylie Masse         | Canada      | 2'06"62 |      |
| 4    | 3      | Margherita Panziera | Italia      | 2'06"67 |      |
| 5    | 1      | Taylor Ruck         | Canada      | 2'07"50 |      |
| 6    | 6      | Minna Atherton      | Australia   | 2'08"26 |      |
| 7    | 8      | Katalin Burián      | Ungheria    | 2'08"65 |      |
| 8    | 2      | Katinka Hosszú      | Ungheria    | 2'10"08 |      |